# Eduard Schloemann

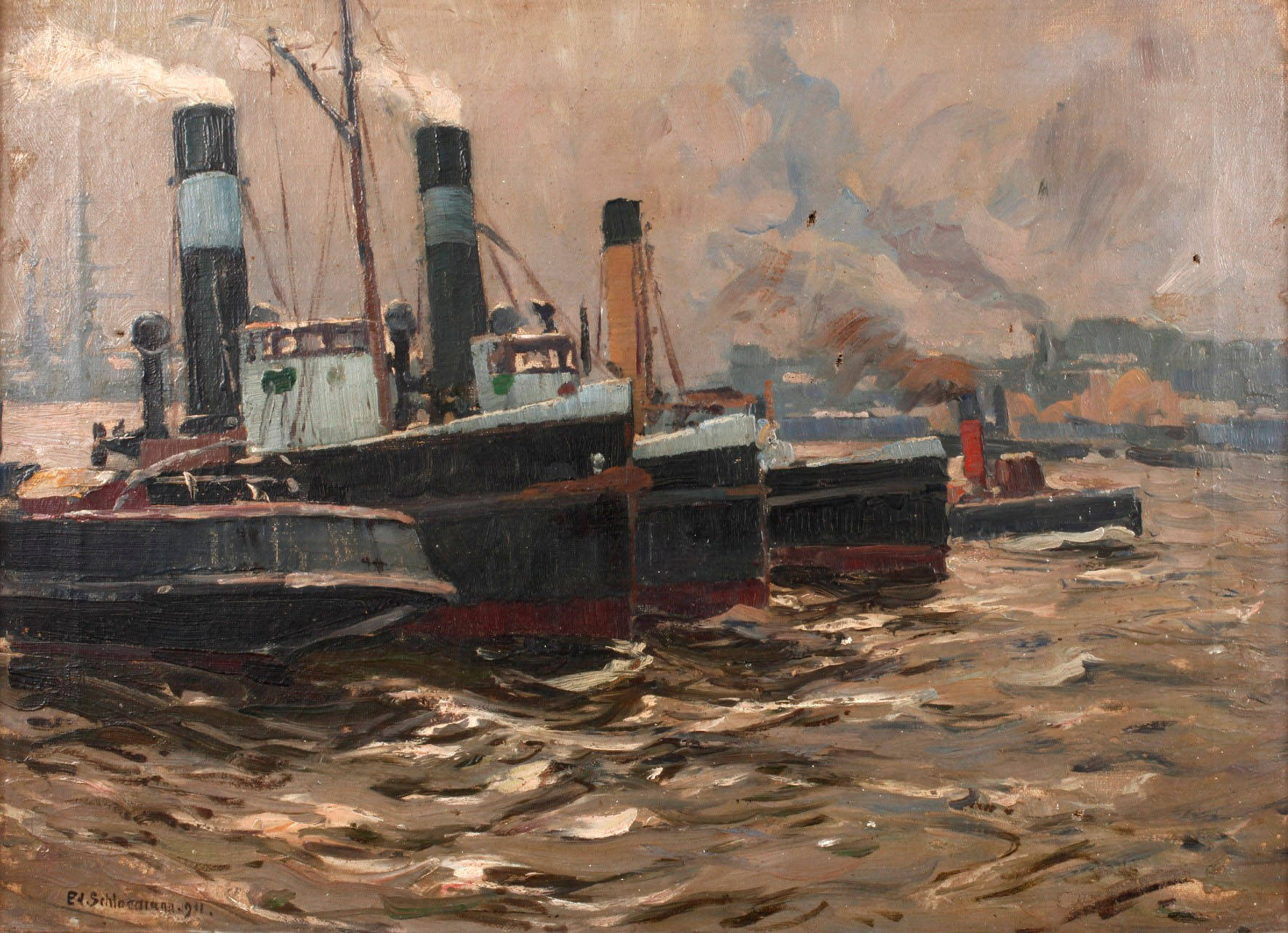
Eduard Schloemann Schlepper im Hafen Öl auf Leinwand 39 × 53 cm 1911

Schloemanns Zeichnung eines Zerstörers der Klasse Zerstörer 1934 als Titelbild des Skagerrak-Kalenders 1939 des Reichsbunds Deutscher Seegeltung

Eduard Schloemann (* 25. Juni 1888 in Düsseldorf; † 9. November 1941 im Mittelmeer) war ein deutscher Marinemaler und Grafiker.

## Leben
Eduard Schloemann wurde als Sohn eines Maschinenfabrikanten in Düsseldorf geboren. Im elterlichen Haus lernte er den Maler Franz Müller-Gossen kennen, mit dem er später nach England reiste, um dort eine Malschule zu besuchen. Nach dem Studium an der Akademie in Düsseldorf wurde er Meisterschüler von Gustav Schönleber in Karlsruhe. 
1929 reiste Schloemann von Hamburg mit dem Schiff Poseidon nach Santiago de Chile und von dort aus nach Feuerland und Patagonien, wo er sich mit Gunther Plüschow anfreundete. Ende 1931 kehrte er nach Düsseldorf zurück.
Schloemann war von 1937 bis 1941 auf allen Große Deutsche Kunstausstellungen in München vertreten, darunter mit Bildern, die die Nazi-Kriegsideologie bedienten. Dabei erwarb Hitler u. a. die Ölbilder „Geschwaderübung 1936“, „Heimkehrende Sieger“, „Die Fahrt nach Narvik“ und „Schnellboote nebeln sich vor der Themse ein“. Er kam 1941 als Oberleutnant der Marine-Artillerie bei einem Geleitschutzunternehmen auf einem italienischen Torpedoboot im Mittelmeer ums Leben.